# Ženit'ba (film 1977)
Ženit'ba (Женитьба) è un film del 1977 diretto da Vitalij Vjačeslavovič Mel'nikov.

## Trama
Un amico del consigliere di corte Podkolesin è riuscito a convincerlo a farsi coinvolgere dalla figlia del mercante. Ma prima del matrimonio, lo sposo scappa.